# Strömstads landsfiskalsdistrikt
Strömstads landsfiskalsdistrikt var 1918–1964 ett landsfiskalsdistrikt i Göteborgs och Bohus län, bildat som Vette landsfiskalsdistrikt när Sveriges indelning i landsfiskalsdistrikt trädde i kraft den 1 januari 1918, enligt beslut den 7 september 1917. När Sveriges nya indelning i landsfiskalsdistrikt trädde i kraft den 1 oktober 1941 (enligt kungörelsen den 28 juni 1941) ändrades distriktets namn till Strömstads landsfiskalsdistrikt. Den 1 januari 1965 avskaffades i Sverige samtliga landsfiskaler och landsfiskalsdistrikt, och deras arbetsuppgifter delades upp på de nyskapade indelningarna polisdistrikt, åklagardistrikt och kronofogdedistrikt.
Landsfiskalsdistriktet låg under länsstyrelsen i Göteborgs och Bohus län.

## Ingående områden
Den 1 oktober 1941 (enligt kungörelsen den 28 juni 1941) tillfördes  Strömstads stad i polis- och åklagarhänseende, efter att stadsfiskalstjänsten i staden upphört, men inte i utsökningshänseende. Från den 1 januari 1944 (enligt beslut den 26 november 1943) tillfördes staden i alla hänseenden till landsfiskalsdistriktet. När Sveriges nya indelning i landsfiskalsdistrikt trädde i kraft den 1 januari 1952 (enligt kungörelsen 1 juni 1951) ändrades distriktets indelning genom kommunreformen 1952 men omfattningen ändrades inte.

### Från 1918
Vette härad:
- Hogdals landskommun
- Lommelands landskommun
- Näsinge landskommun
- Skee landskommun
- Tjärnö landskommun

### Från 1 oktober 1941
- Strömstads stad (förutom i utsökningshänseende, som staden skötte själv)[3]

Vette härad:
- Hogdals landskommun
- Lommelands landskommun
- Näsinge landskommun
- Skee landskommun
- Tjärnö landskommun

### Från 1944
- Strömstads stad

Vette härad:
- Hogdals landskommun
- Lommelands landskommun
- Näsinge landskommun
- Skee landskommun
- Tjärnö landskommun

### Från 1 januari 1952
- Strömstads stad
- Tjärnö landskommun
- Vette landskommun